# Serie A 1958 (pallavolo maschile)
La Serie A maschile FIPAV 1958 fu la 13ª edizione del principale torneo pallavolistico italiano organizzato dalla FIPAV.
Il titolo fu conquistato dalla Ciam Villa d'Oro Modena. La Pallavolo Dalmine si ritirò prima dell'inizio del torneo.

## Classifica
| Pos. | Squadra                  | Pt | G  | V  | P  | SV | SP |
| ---- | ------------------------ | -- | -- | -- | -- | -- | -- |
| 1.   | Ciam Modena              | 30 | 16 | 15 | 1  | 46 | 13 |
| 2.   | Avia Pervia Modena       | 24 | 16 | 12 | 4  | 42 | 22 |
| 3.   | Sestese Sesto Fiorentino | 24 | 16 | 12 | 4  | 42 | 26 |
| 4.   | CUS Parma                | 22 | 16 | 11 | 5  | 38 | 28 |
| 5.   | Assi Firenze             | 16 | 16 | 8  | 8  | 34 | 28 |
| 6.   | Minelli Modena           | 10 | 16 | 5  | 11 | 24 | 41 |
| 7.   | Olimpia Vercelli         | 8  | 16 | 4  | 12 | 23 | 39 |
| 8.   | CSI Milano               | 8  | 16 | 4  | 12 | 20 | 40 |
| 9.   | Vigili del Fuoco Venezia | 2  | 16 | 1  | 15 | 15 | 47 |
| 10.  | Pallavolo Dalmine        | –  | 0  | –  | –  | –  | –  |

| Campione d'Italia | Retrocesse in Serie B |

## Risultati

### Tabellone
|                    | Firenze | Milano | Modena AP | Modena Minelli | Modena Villa d'Oro | Parma | Sesto Fiorentino | Venezia | Vercelli |
| ------------------ | ------- | ------ | --------- | -------------- | ------------------ | ----- | ---------------- | ------- | -------- |
| Firenze            | XXX     | 3-2    | 2-3       | 3-0            | 1-3                | 3-1   | 1-3              | 3-0     | 3-1      |
| Milano             | 0-3     | XXX    | 0-3       | 1-3            | 0-3                | 1-3   | 1-3              | 3-0     | 1-3      |
| Modena AP          | 3-2     | 3-1    | XXX       | 3-0            | 3-1                | 3-0   | 2-3              | 3-1     | 3-0      |
| Modena Minelli     | 3-0     | 0-3    | 1-3       | XXX            | 0-3                | 2-3   | 2-3              | 3-2     | 3-2      |
| Modena Villa d'Oro | 3-1     | 3-0    | 3-1       | 3-0            | XXX                | 3-1   | 3-1              | 3-0     | 3-0      |
| Parma              | 3-0     | 3-0    | 3-1       | 3-2            | 2-3                | XXX   | 3-1              | 3-1     | 3-2      |
| Sesto Fiorentino   | 3-1     | 3-1    | 3-2       | 3-0            | 2-3                | 2-3   | XXX              | 3-2     | 3-0      |
| Venezia            | 0-3     | 2-3    | 1-3       | 3-2            | 1-3                | 1-3   | 0-3              | XXX     | 1-3      |
| Vercelli           | 0-3     | 2-3    | 1-3       | 1-3            | 0-3                | 3-1   | 2-3              | 3-0     | XXX      |